# Tipula bifalcata
Tipula bifalcata är en tvåvingeart som beskrevs av Doane 1912. Tipula bifalcata ingår i släktet Tipula och familjen storharkrankar. Inga underarter finns listade i Catalogue of Life.